# زبان کلینگان
زبان کلینگان یک زبان فراساخته است که توسط کلینگانها در مجموعهٔ علمی تخیلی پیشتازان فضا به کار گرفته می‌شود. کلینگون جز زبان‌هایی است که برای مجموعهٔ پیشتازان فضا ساخته شده‌است.
زبان‌های مصنوعی زبان‌هایی هستند که به‌طور مصنوعی برای برقرار کردن ارتباط بین افراد ساخته شده‌اند. مشهورترین زبان مصنوعی، زبان «اسپرانتو» است که توسط یک چشم‌پزشک یهودی لهستانی به نام دکتر لودویگ زامنهوف در سال ۱۸۸۷ ساخته شد. از آنجا که در آن زمان در اروپا مردم به زبان‌های مختلفی سخن می‌گفتند و اکثر کشورها هم گاه‌وبیگاه با یکدیگر در جنگ بودند، زامنهوف می‌خواست با ابداع یک زبان آسان مشترک که شبیه همهٔ زبان‌های اروپایی باشد، امکان ارتباط بین مردم کشورهای مختلف را فراهم کند تا از این طریق زمینه را برای صلح و دوستی مردمان فراهم آورد.
زبان‌های ولاپوک و ایدو نیز دو زبان مصنوعی دیگر شبیه اسپرانتو هستند که البته شهرت کمتری دارند.
آریکا آکرنت زبان‌شناس و شان اونیل تصویرگر در مجموعه ویدیویی «نخ روانی»، نگاه مختصری به این موضوع داشته‌اند: «وقتی که نیوتن تازه شروع به تحصیل در کالج کرده بود، در حال برنامه‌ریزی برای ساخت یک زبان ترجیحاً بر اساس ماهیت اشیا تا معنای قراردادی آنها بود. در طرح نیوتن، پیشوندها و پسوندها نشان دهنده تغییرات ظریف زیرساختی در معنا بودند. مثال کامل وی از این زبان نشان می‌دهد که چگونه پیشوندها می‌توانند معنی کلمه «tor»، در زبان وی به معنی دما، را عوض کرده تا معانی خاص‌تری را تولید کنند: فوق‌العاده داغ [owtor]، بسیار داغ [awtor]، گرم [etor]، کمی سرد [aytor] و بسیار سرد [oytor]. این کلمات با در نظر گرفتن تمامی درجه‌بندی‌های فی‌مابین تولید شده‌است».
در واقع نیوتن با این کار خود را در گروه خوبی قرار داده‌است. اشخاصی که برای سرگرمی (اما به‌طور جدی) زبان‌های جدید خلق می‌کنند، «conlangers» یا زبان‌ساز نامیده می‌شوند. موفقیت‌آمیزترین زبان ابداع‌شده، زبان اسپرانتو است که قدمت آن به سال ۱۸۸۷ بازمی‌گردد.
هرچند اکثراً زبان‌سازان را می‌توان در عرصه‌های علمی تخیلی و فانتزی یافت، دنیایی که ابداع زبان بخشی حیاتی از خلق یک جهان دیگر به‌شمار می‌رود. برای مثال، جی.آر. آر تالکین برای سه‌گانه «ارباب حلقه‌ها» زبان الفی را اختراع کرد. دیود جی پترسون برای سریال «بازی‌های تاج و تخت» زبان دوتراکی را ابداع کرد، درحالی که مارک اوکراند زبان کلینگون را برای «پیشتازان فضا ۳: در جستجوی اسپاک» خلق کرد.
درست است که کتاب «هملت» به زبان کلینگون ترجمه شده و جامعه آنلاین کوچک اما پرشوری برای یادگیری زبان «Na'Vi» وجود دارد، زبانی که توسط پروفسور پاول فرامر، استاد زبان‌شناسی دانشگاه تکنولوژی کالیفورنیا، برای فیلم «آواتار» خلق شد. اما هنوز هیچ‌کدام به عنوان زبان‌های گفتاری واجد شرایط ظاهر نشده‌اند.
این زبان که اولین بار در کتاب واژه‌نامهٔ کلینگان توسط مارک اوکرند توصیف شده‌است، به شکلی طراحی شده که به خوبی صدای یک موجود فرازمینی را به ذهن شنونده القا کند. صداهای اولیهٔ این زبان، به همراه چند واژهٔ اول آن، توسط جیمز دوهان (بازیگر نقش «اسکاتی» در پیشتازان فضا: فیلم) ابداع شد.
تعداد کمی از مردم قادر به گفتگو به زبان کلینگان هستند. واژگان آن زبان که به شدت حول محور مفاهیم پیشتازان فضا-کلینگان نظیر فضاپیما یا جنگ‌افزار هستند، می‌توانند گاهی‌وقت‌ها آن را برای استفادهٔ روزمره دست و پاگیر کنند.